# Reiff

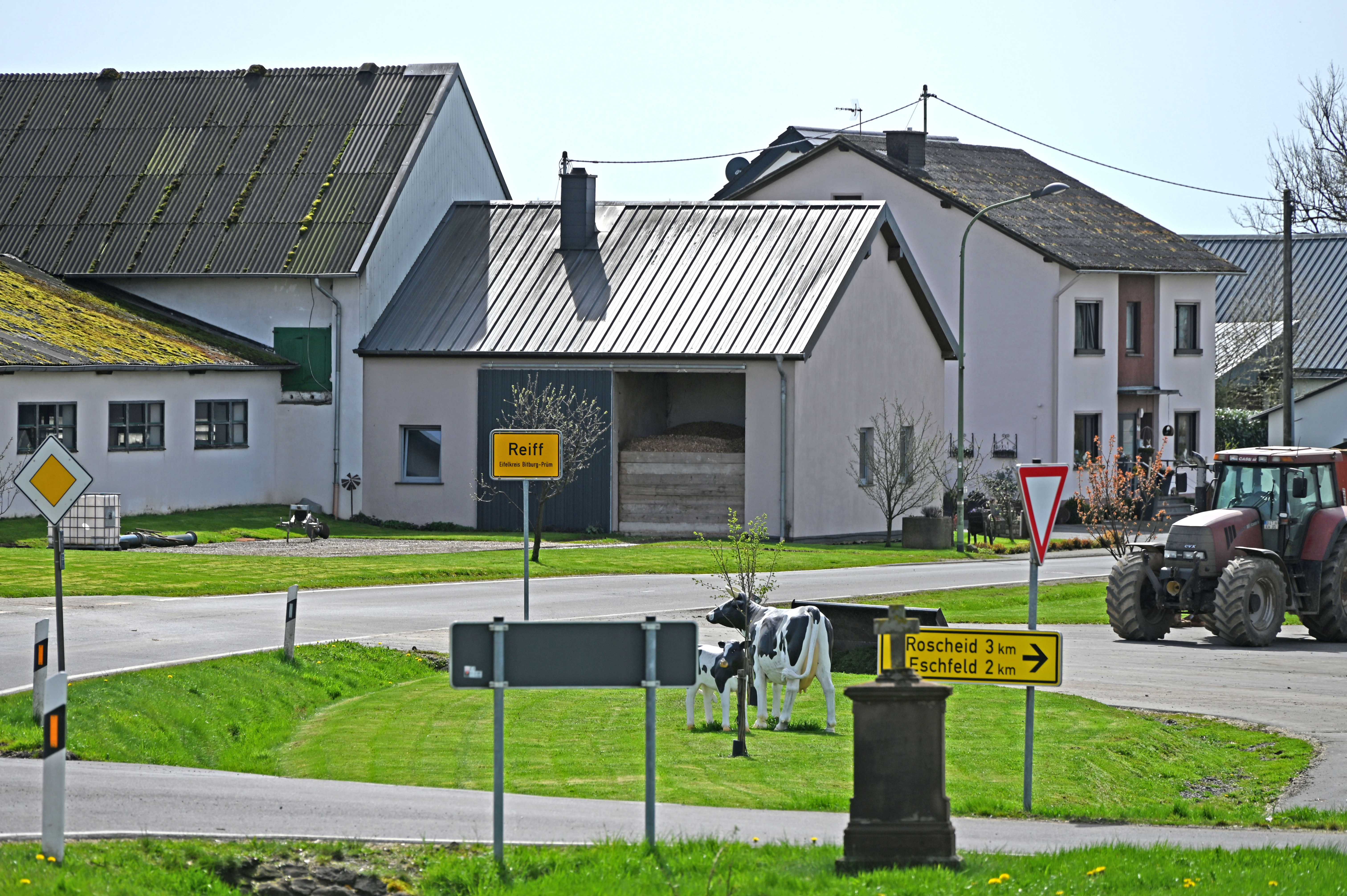
Reiff, Dorfstraße, Ortseinfahrt von Norden

Reiff ist eine Ortsgemeinde im Eifelkreis Bitburg-Prüm in Rheinland-Pfalz. Sie gehört der Verbandsgemeinde Arzfeld an.

## Geographie
Reiff liegt im Naturpark Südeifel am Fluss Irsen, die luxemburgischen Grenze ist etwa 5 km entfernt. Zur Gemeinde gehören auch der Weiler Wässerchen und der Wohnplatz Banzenhof. Beide Ortschaften gehören anteilig auch zur Nachbargemeinde Eschfeld.
Weitere Nachbarorte neben dem im Nordwesten gelegenen Eschfeld sind die Ortsgemeinde Sengerich im Norden, der zu Üttfeld gehörende Ortsteil Binscheid im Nordosten, der Ortsteil Hickeshausen von Arzfeld im Osten, sowie die Ortsgemeinde Irrhausen im Süden.

## Geschichte
Reiff wurde erstmals 1501 urkundlich erwähnt.
Der Ort gehörte bis 1794 zur Meierei Eschfeld-Arzfeld in der Herrschaft Dasburg, die Teil des Herzogtums Luxemburg war. Nach der Annexion der Österreichischen Niederlande, zu denen das Herzogtum Luxemburg gehörte, durch französische Revolutionstruppen wurde die Gemeinde Reiff 1795 dem Kanton Arzfeld des Arrondissements Bitburg im Departement der Wälder zugewiesen. Aufgrund der Beschlüsse auf dem Wiener Kongress wurde 1815 das vormals luxemburgische Gebiet östlich der Sauer und der Our dem Königreich Preußen zugesprochen. Unter der preußischen Verwaltung kam Reiff 1816 zum neu errichteten Kreis Prüm im Regierungsbezirk Trier und wurde von der Bürgermeisterei Eschfeld verwaltet. 1843 bestand Reiff aus 11 Häusern mit 102 Einwohnern. Alle Einwohner waren katholisch, sie waren nach Eschfeld eingepfarrt. Auch schulisch gehörte Reiff zu Eschfeld.
Als Folge des Ersten Weltkriegs war die gesamte Region dem französischen Abschnitt der Alliierten Rheinlandbesetzung zugeordnet. Die 1927 in Amt umbenannte Bürgermeisterei Eschfeld ging 1936, zusammen mit sechs weiteren Ämtern, im neuen Amt Daleiden-Leidenborn auf. Nach dem Zweiten Weltkrieg wurde Reiff innerhalb der französischen Besatzungszone Teil des damals neu gebildeten Landes Rheinland-Pfalz. Die zwei Jahre zuvor im Rahmen der rheinland-pfälzischen Funktional- und Gebietsreform in Verbandsgemeinde umbenannten Ämter Daleiden-Leidenborn und Waxweiler wurden 1970 zur Verbandsgemeinde Arzfeld zusammengelegt, der Reiff seitdem angehört.
Bevölkerungsentwicklung
Die Entwicklung der Einwohnerzahl von Reiff, die Werte von 1871 bis 1987 beruhen auf Volkszählungen:
| Jahr | Einwohner |
| ---- | --------- |
| 1815 | 79        |
| 1835 | 102       |
| 1871 | 119       |
| 1905 | 129       |
| 1939 | 106       |
| 1950 | 77        |
| 1961 | 60        |

| Jahr | Einwohner |
| ---- | --------- |
| 1970 | 61        |
| 1987 | 49        |
| 1997 | 50        |
| 2005 | 54        |
| 2011 | 55        |
| 2017 | 50        |
| 2023 | 48        |

## Politik

### Bürgermeister
Peter Wonner ist seit dem 22. August 2019 Ortsbürgermeister von Reiff.
Wonners Vorgänger waren seit 2009 Thomas Müller und zuvor Herbert Laumers, der das Amt 15 Jahre ausübte.

## Wirtschaft und Infrastruktur

### Landwirtschaft
Reiff ist vorwiegend landwirtschaftlich geprägt; 2010 besaßen vier Betriebe durchschnittlich 89 ha. Damit hatte sich die hauptsächlich durch Vieh- und Weidewirtschaft genutzte Fläche pro Betrieb innerhalb von 15 Jahren verdreifacht, während sich ihre Anzahl in dieser Zeit um sieben verringerte.

### Verkehr
Reiff liegt an der Landesstraße 14, die in südlicher Richtung zur Bundesstraße 410 in Irrhausen, in nördlicher zur L 15 führt. Nördlich des Ortes zweigt die Kreisstraße 152 Richtung Eschfeld von der L 14 ab.

Reiff
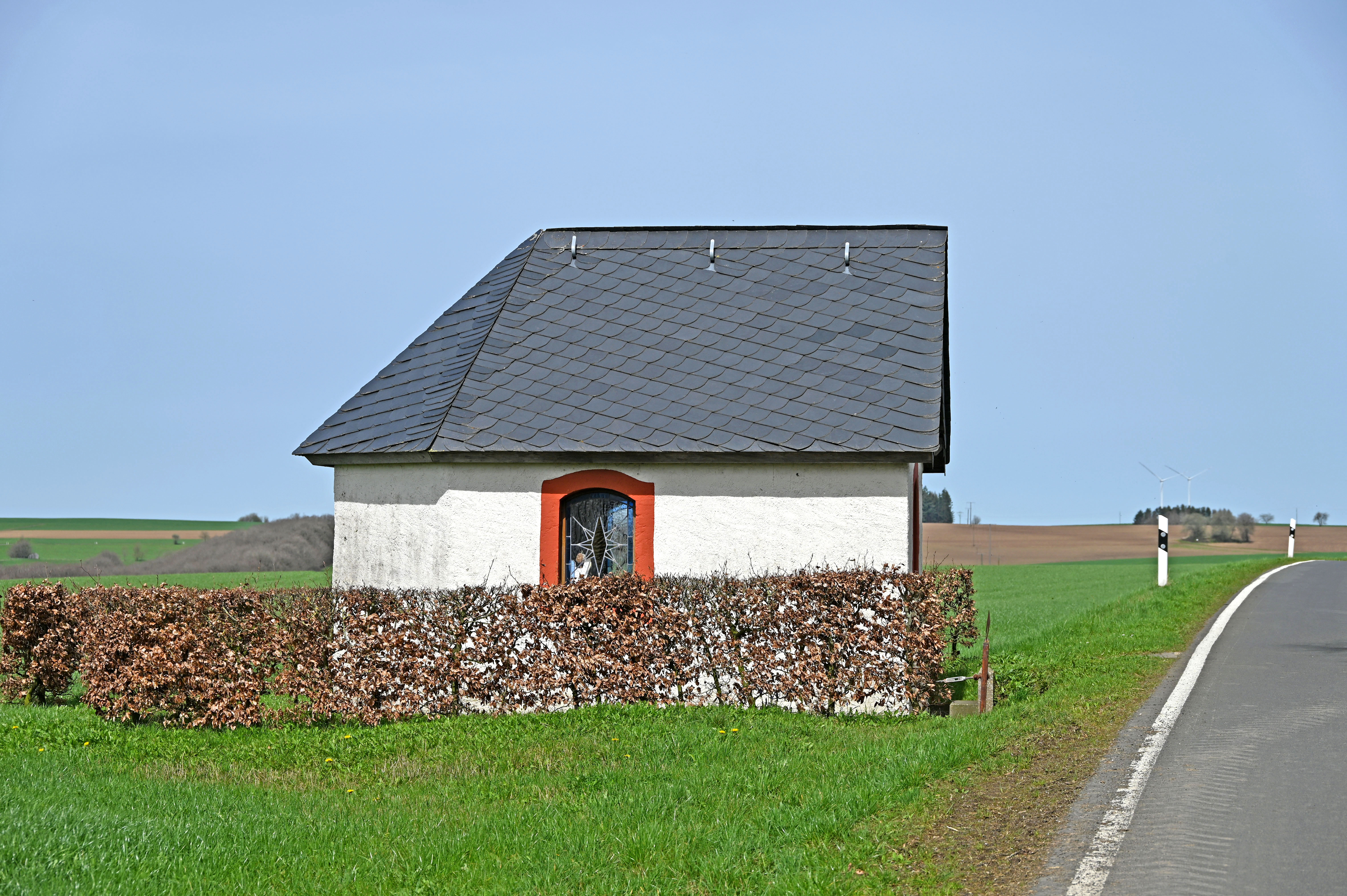
Kapelle
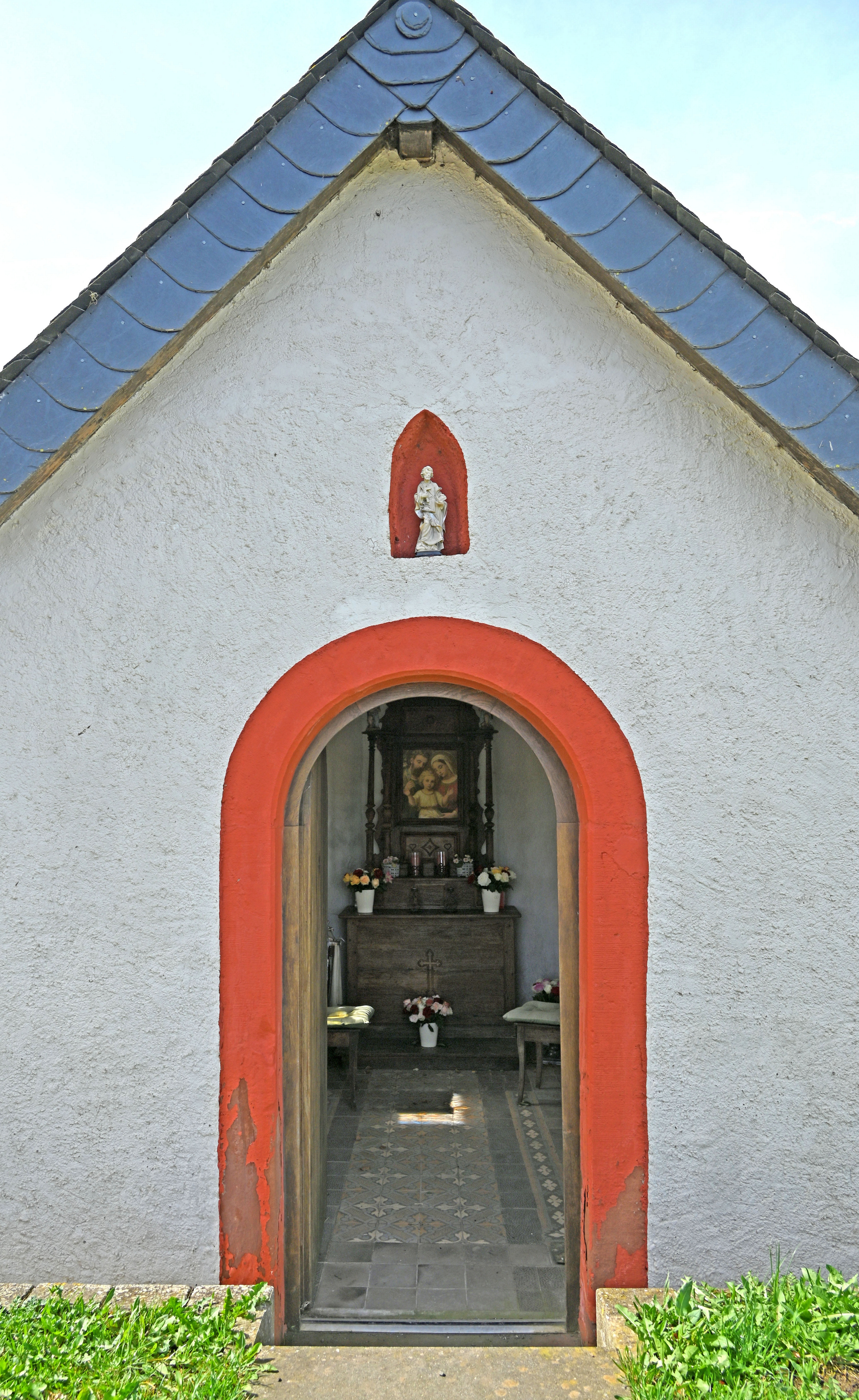
Portal
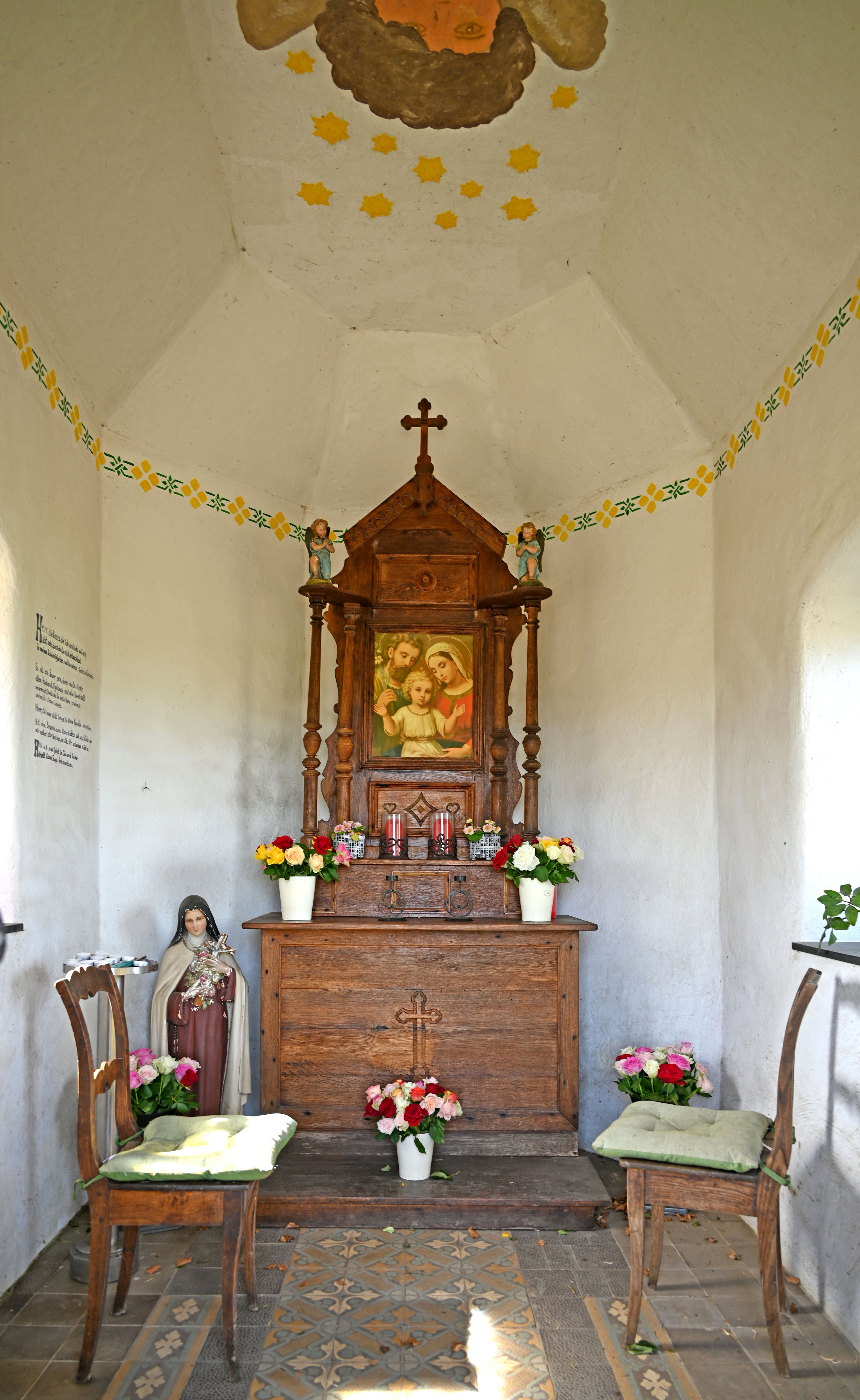
Innenraum
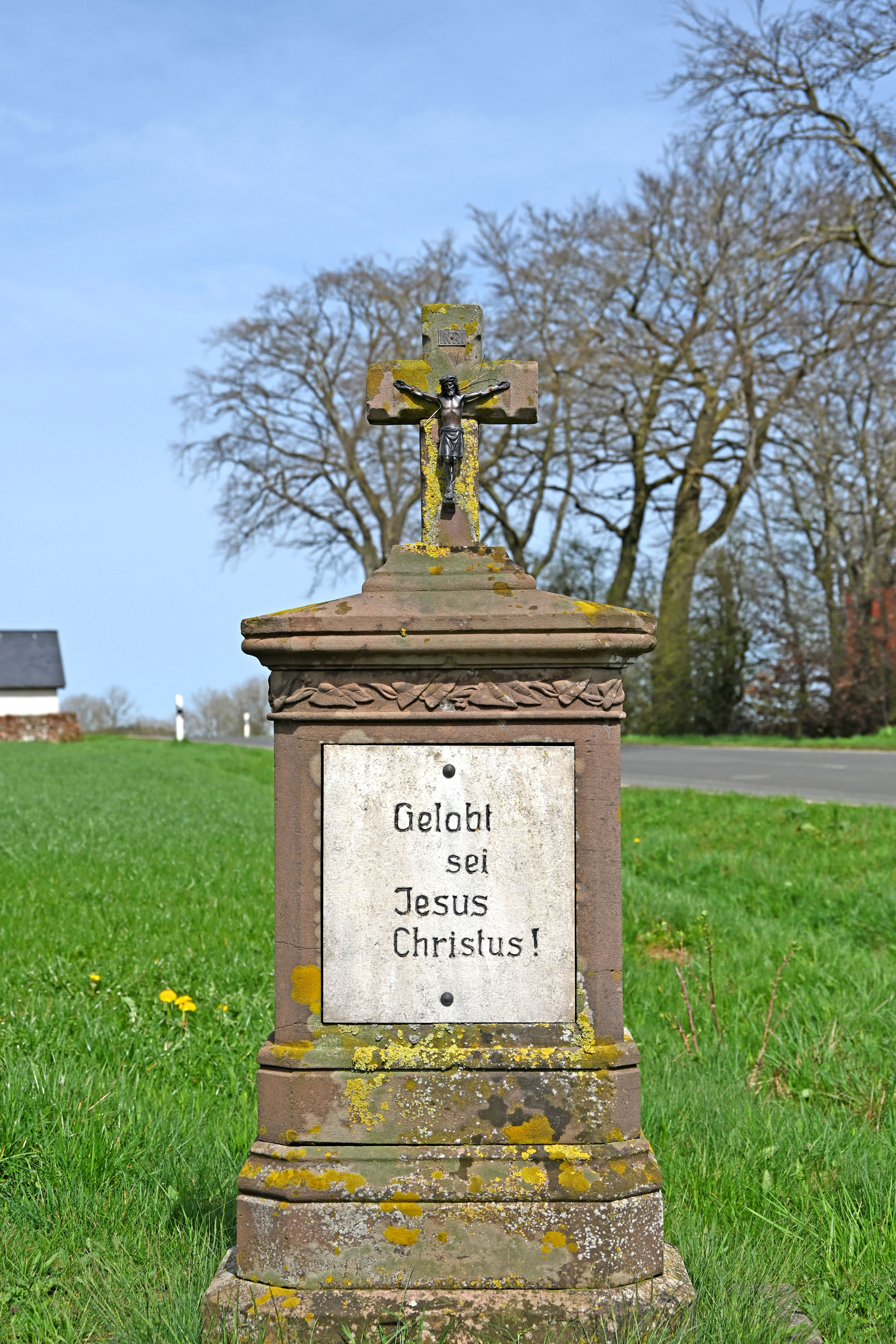
Wegekreuz